# 基尔肯尼
基尔肯尼（英语：Kilkenny；爱尔兰语：Cill Chainnigh），是爱尔兰基尔肯尼郡的一个城镇，位于诺尔河畔。2016年的总人口為26512人。该城镇为基尔肯尼郡郡治。

## 歷史

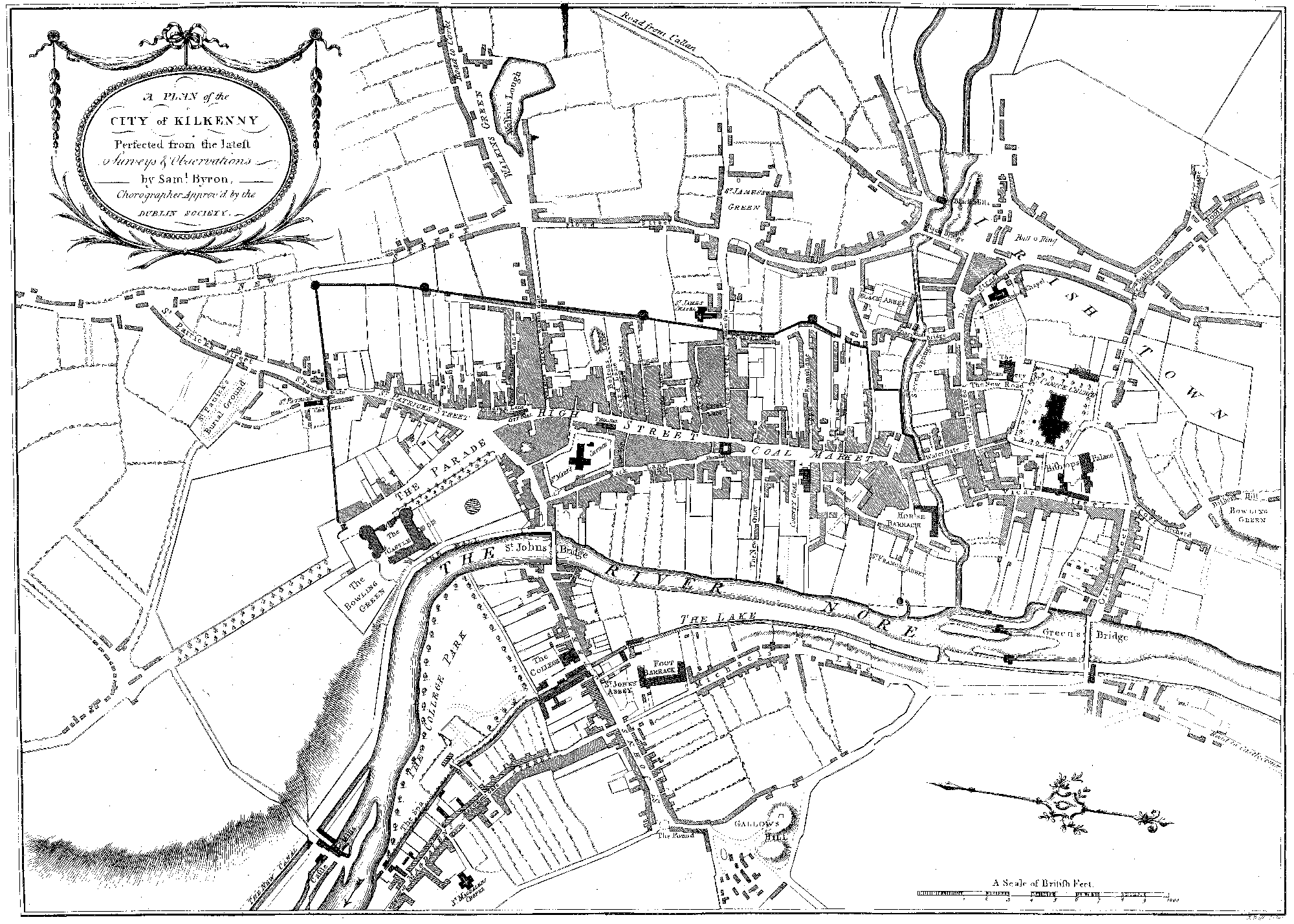
1780年的舊市地圖

基爾肯尼鎮的建立起源於西元六世紀初在此處定居的教會，當時有一座教堂是為了紀念聖卡尼斯而建立的。現今基爾肯尼鎮的聖卡尼斯座堂則是在13世紀左右建成的。
基爾肯尼也是一起早期愛爾蘭審巫事件的舞台，該事件的中心人物為基爾肯尼的居民愛麗絲·吉蒂勒和她的女僕彼得羅妮拉·德·米斯，由奧索里主教理查·德·雷里德所調查，事件發生在1324年。
17世纪三国之战期间曾为爱尔兰邦联的首都。

## 友好城市
- 法國 莫雷-卢万和奥尔瓦讷

## 照片库

基尔肯尼 - Kilkenny
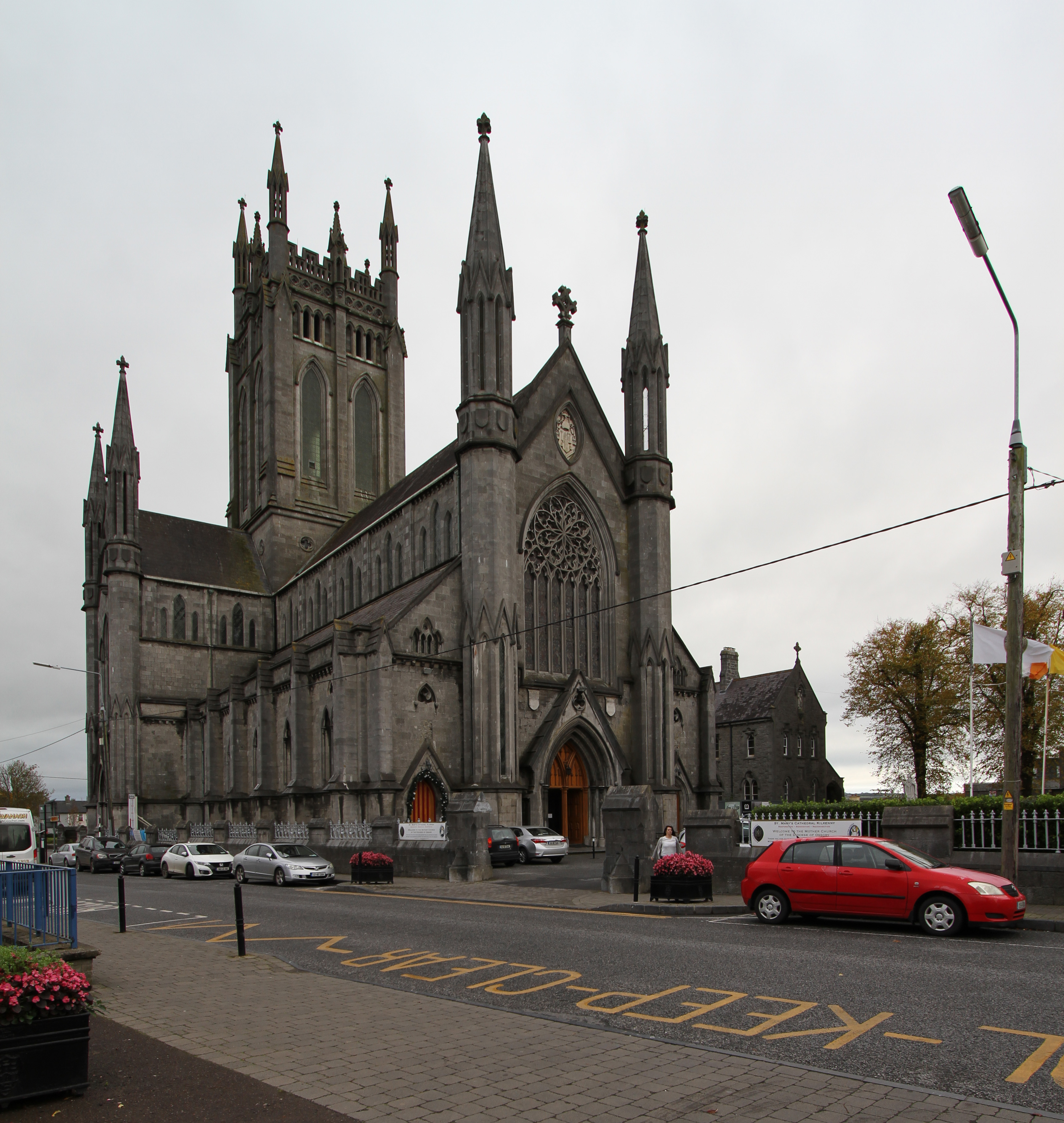
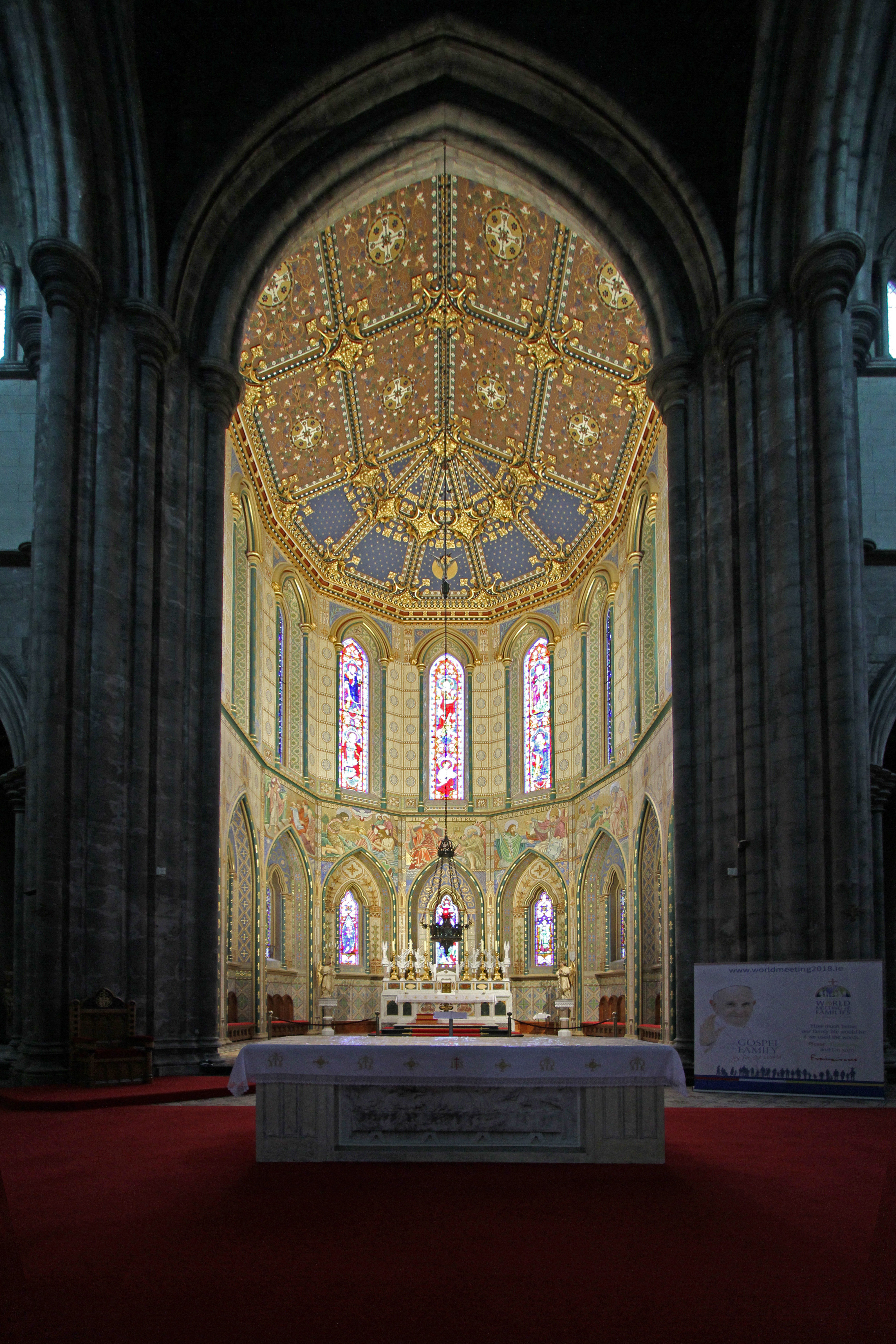
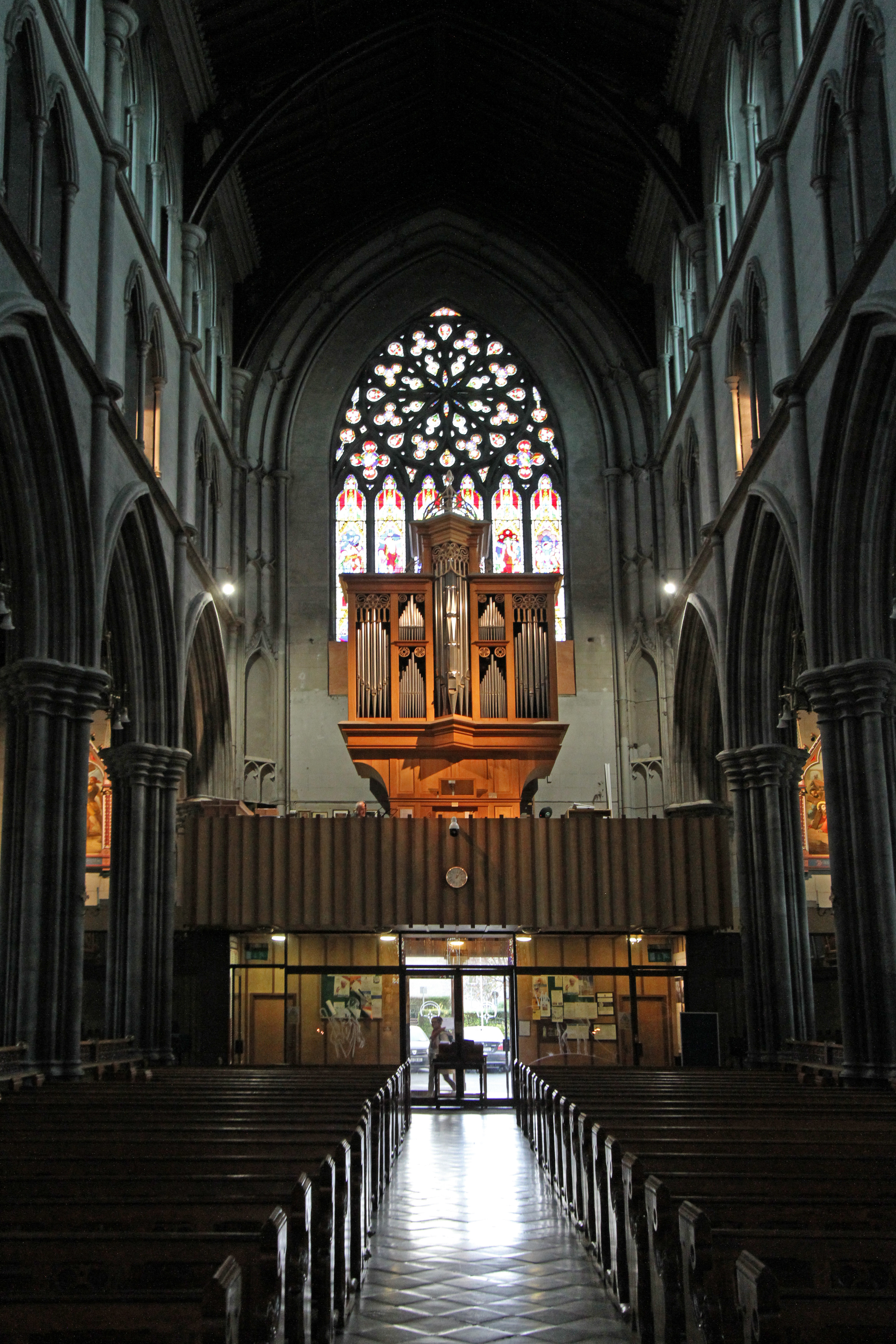
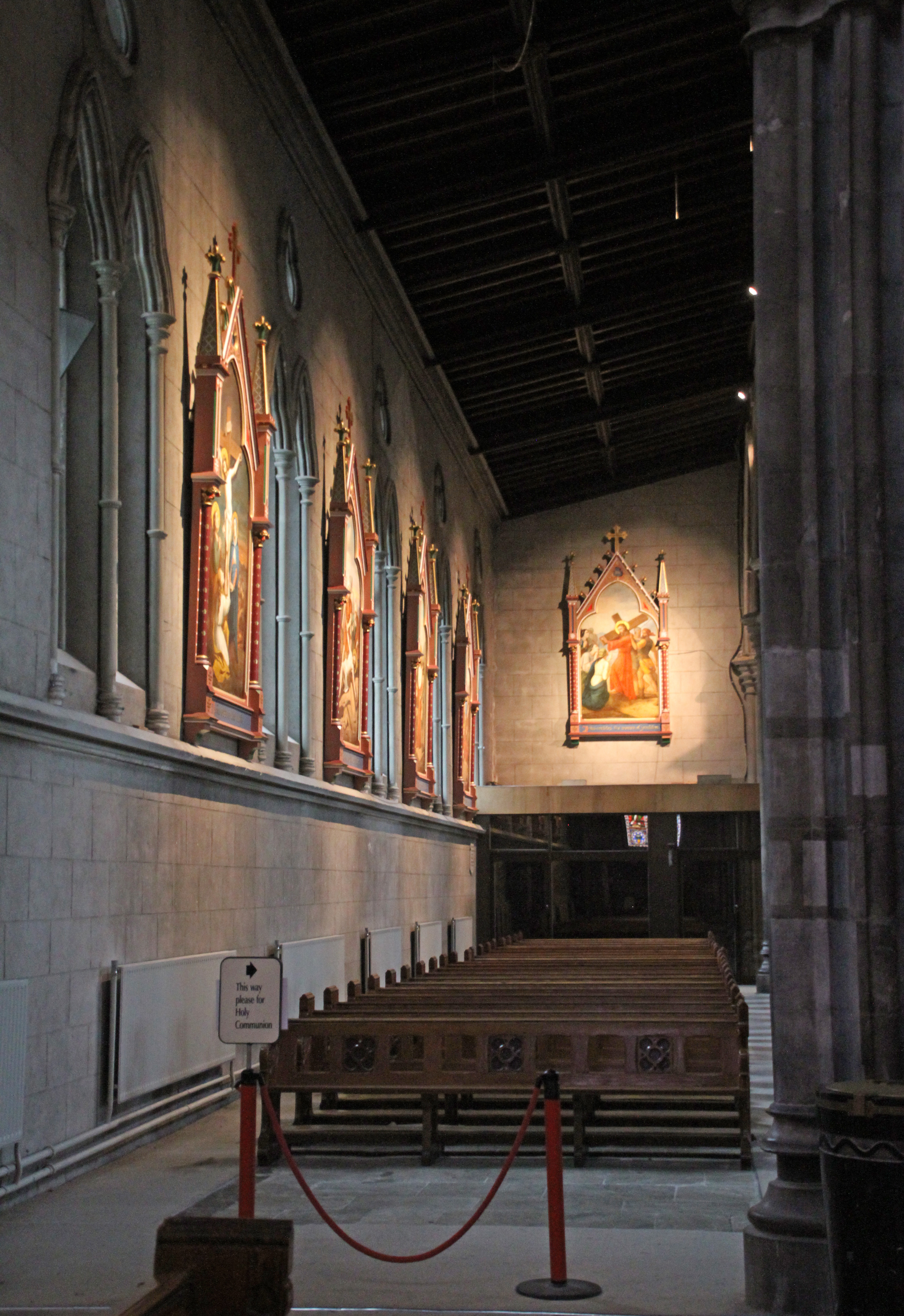
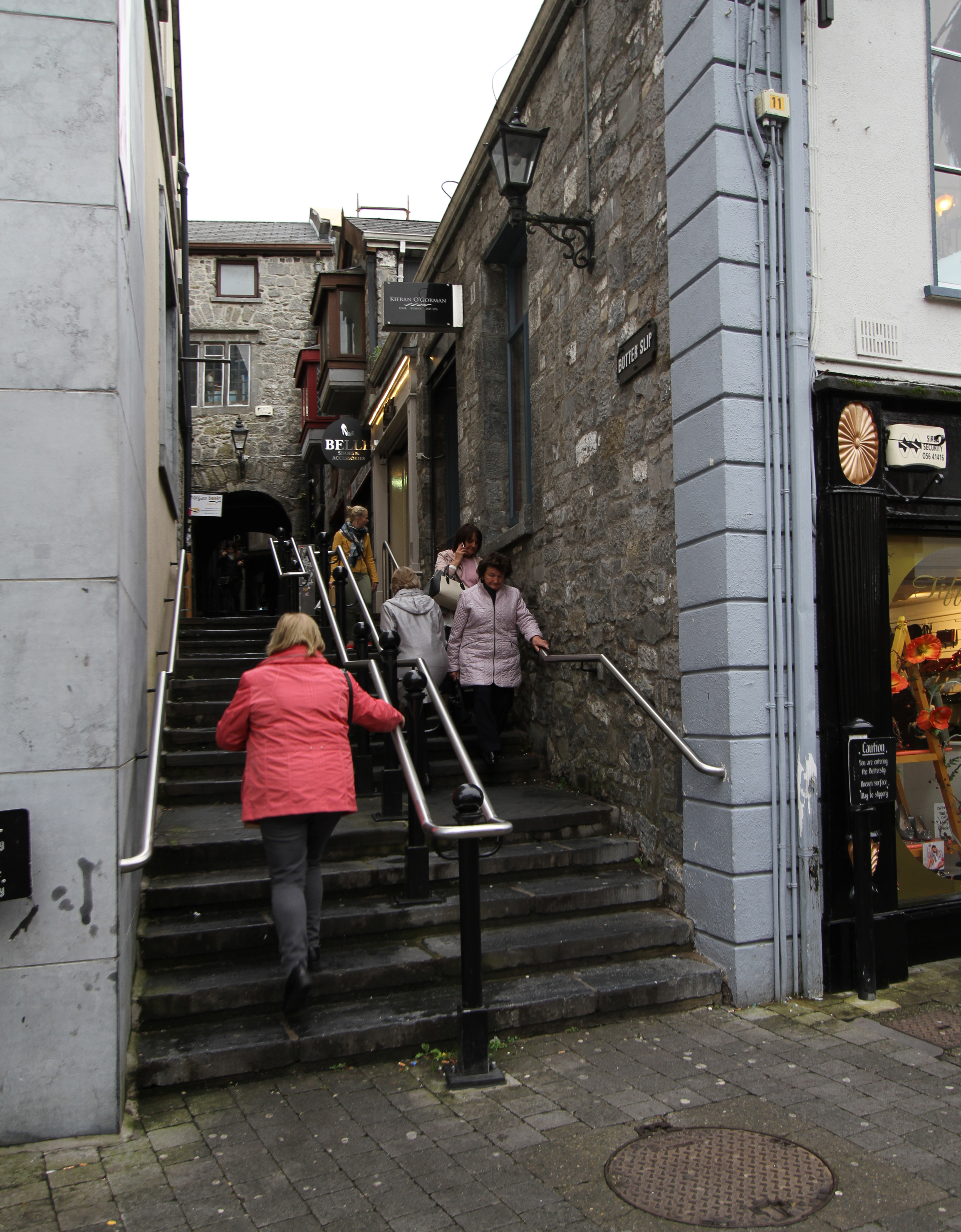
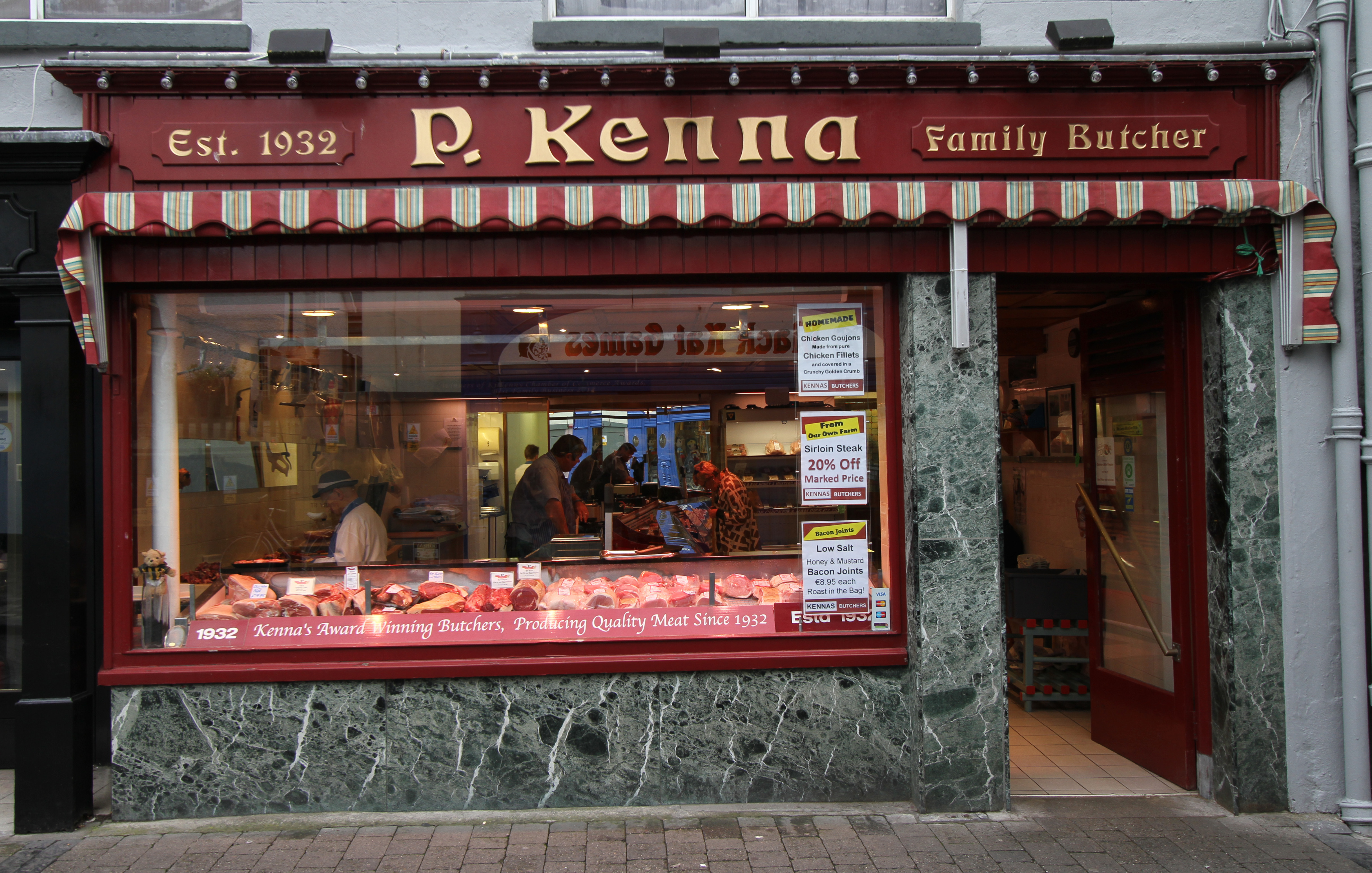
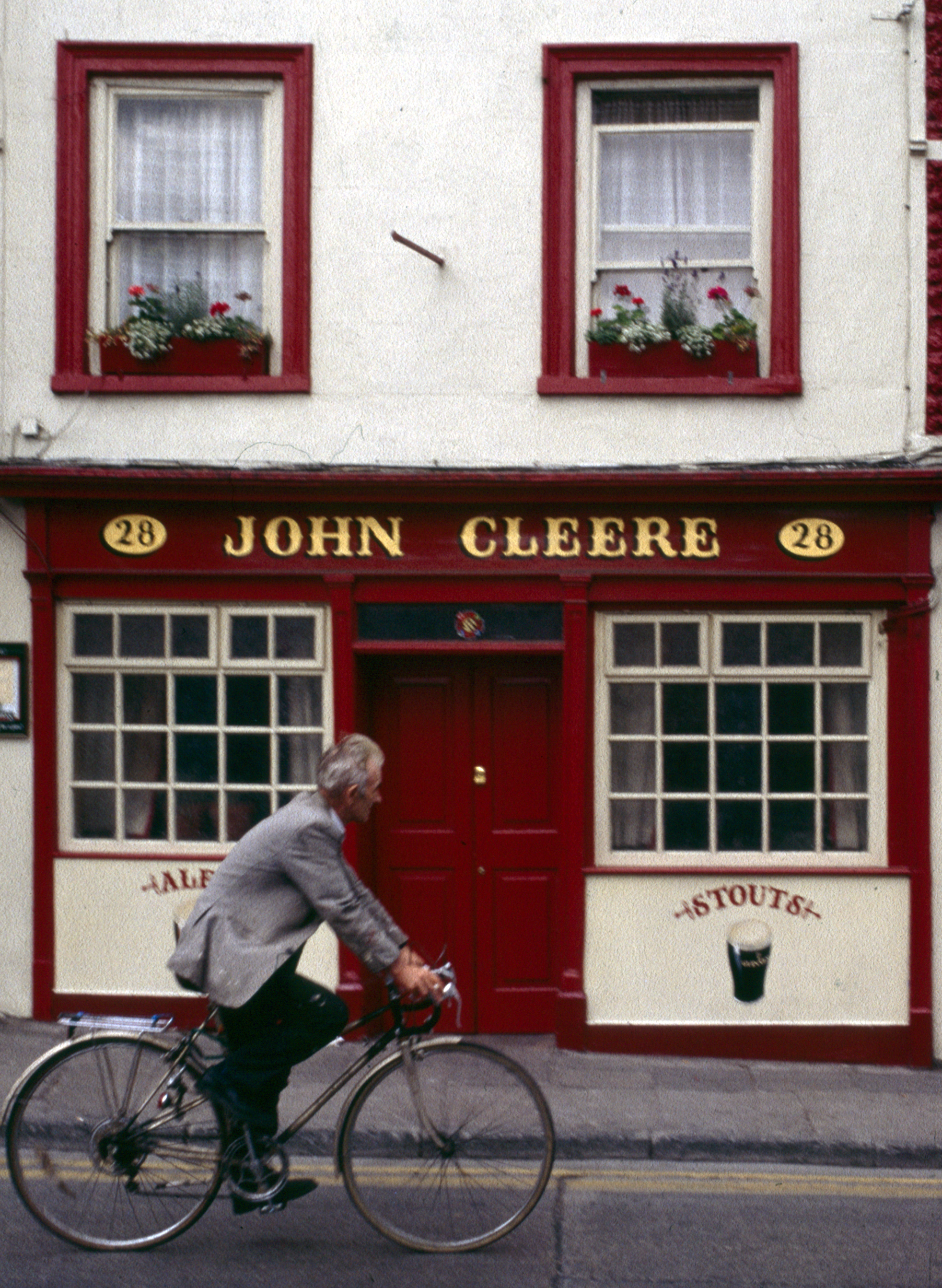
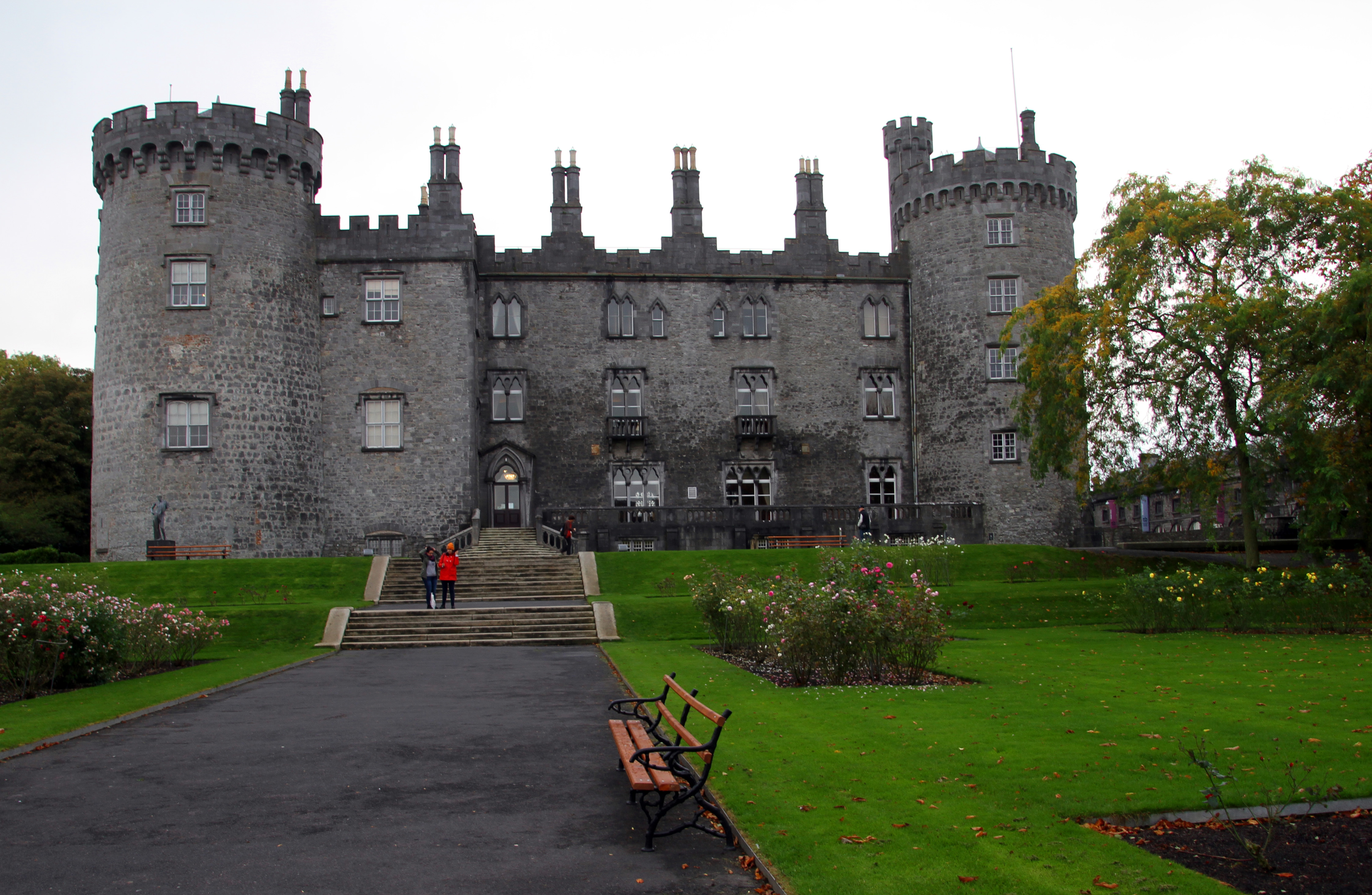
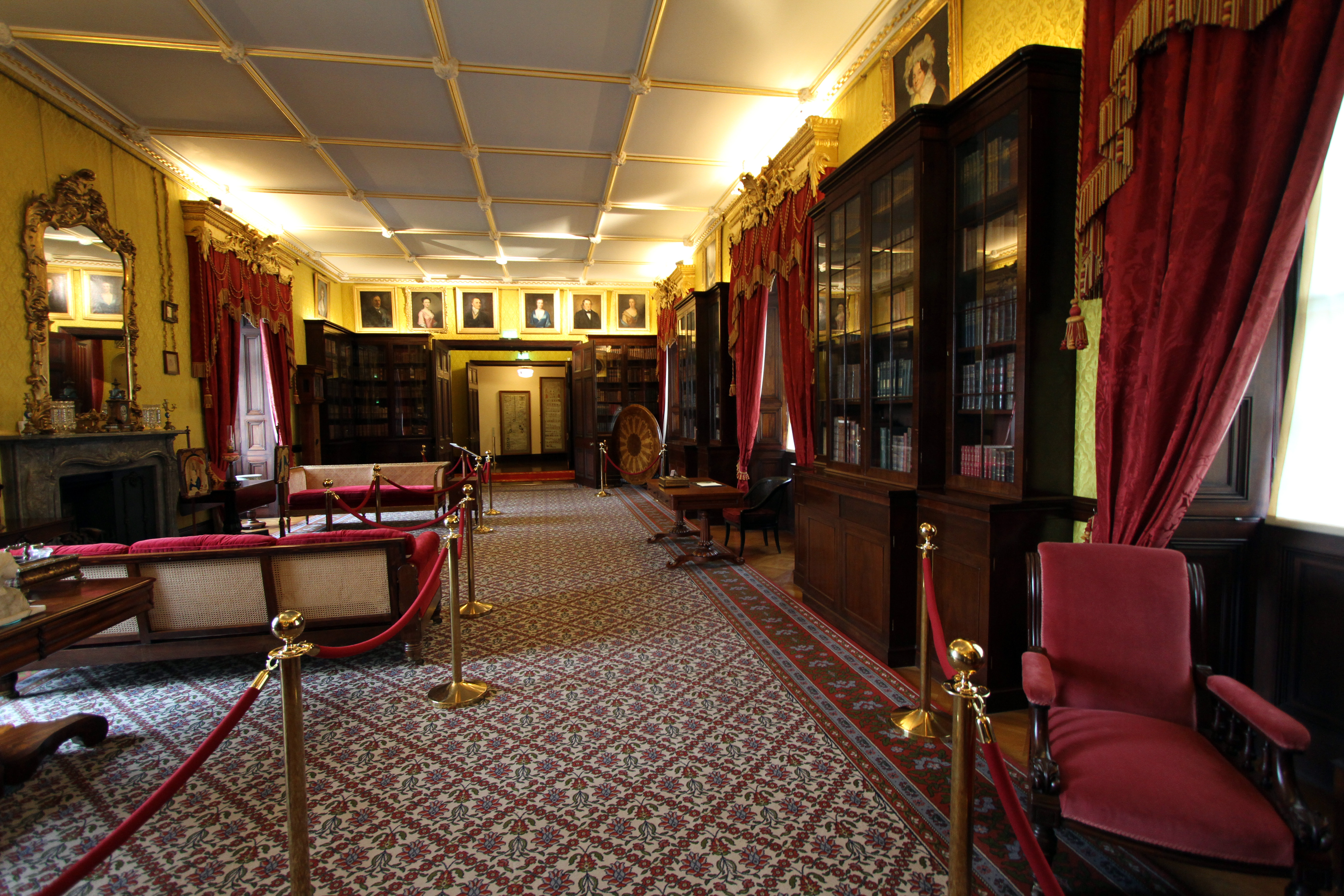
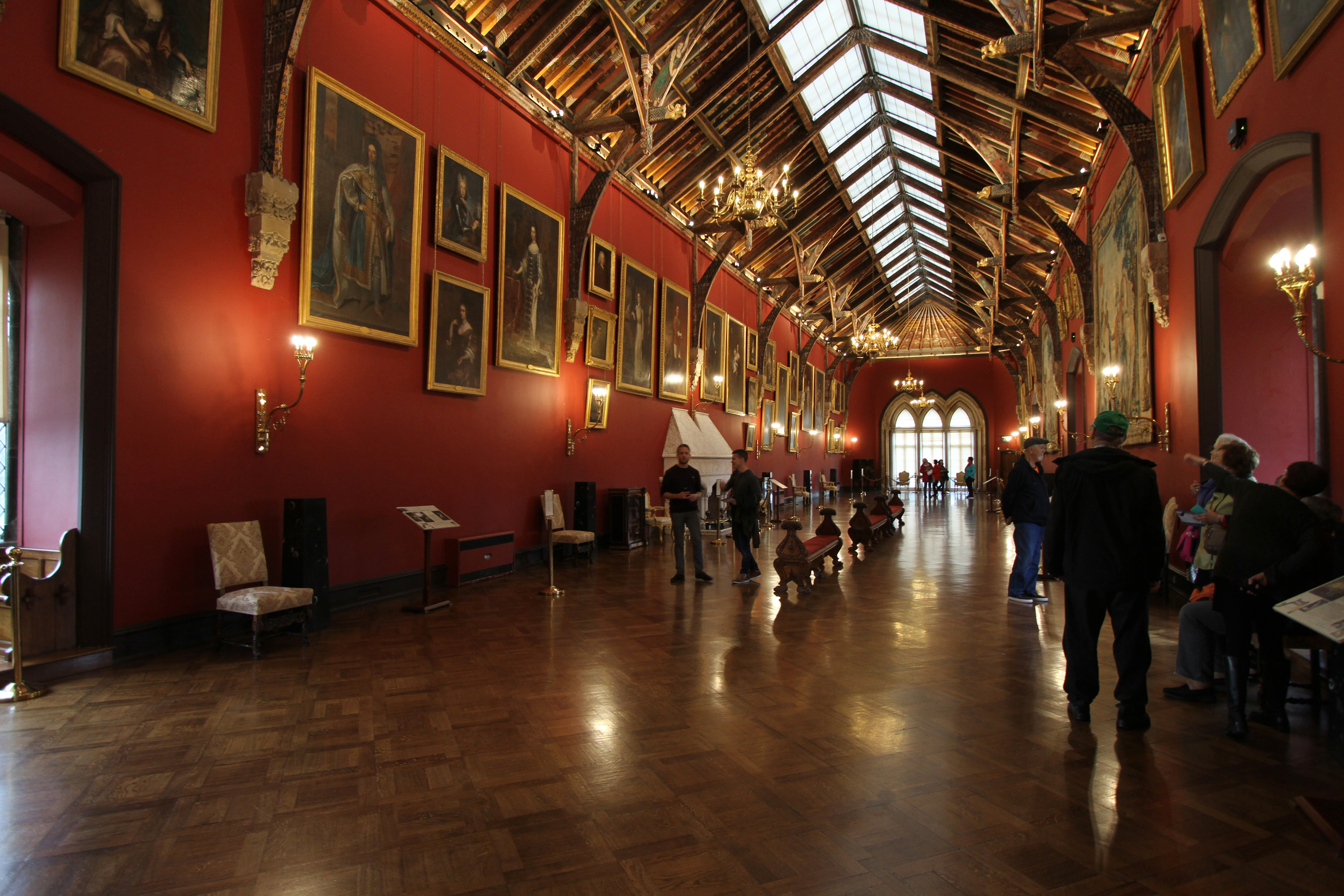

## 外部連結
- Kilkenny County Council （页面存档备份，存于），官方網站
- Kilkenny Tourism （页面存档备份，存于），官方旅遊網
- 维基导游上有關基尔肯尼的旅行指南
- .  15 (第11版). London: 793–794. 1911.